# Eustache Du Caurroy
Eustache Du Caurroy (Gerberoy, 4 de febrer de 1549 - 7 d'agost de 1609, París, Illa de França) fou un eclesiàstic i compositor francès.
Senyor de Saint-Tremin, dotat de disposicions extraordinàries per la música, abrasà la carrera eclesiàstica i fou mestre de capella dels reis Carles IX, Enric III i Enric IV. I mestre de música de Lluís XIII, càrrec en el qual fou succeït per Formé el 1600.
Les seves nombroses composicions li valgueren el dictat de Príncep dels professors de la música. Entre les composicions, a més de nombroses cançons, figuren: Preces ecleciasticaes (París, 1609), la qual conté 25 obres a 5 i 6 veus. Després de la seva mort, el seu nebot publicà Mélanges de musique (1610), formades per 62 obres a 4, 5, 6 i 7 veus, entres elles, salms, motets, cançons i obres de circumstàncies que s'executaren a palau; en aquest mateix any aparegueren les Fantasies à 3, 4, 5 et 6 parties, obres instrumentals, tant religioses com profanes i, l'editor Ballard publicà la seva famosa Missa pro defunctis.